# 横浜バスストップ

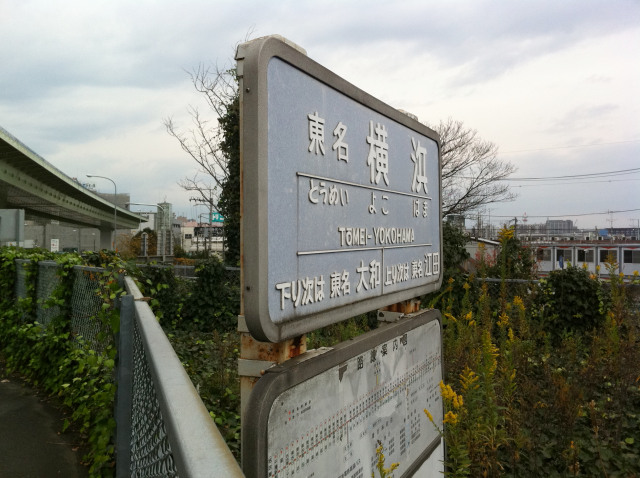
バスポールがそのまま残されていた旧・横浜バスストップ（2010年12月）

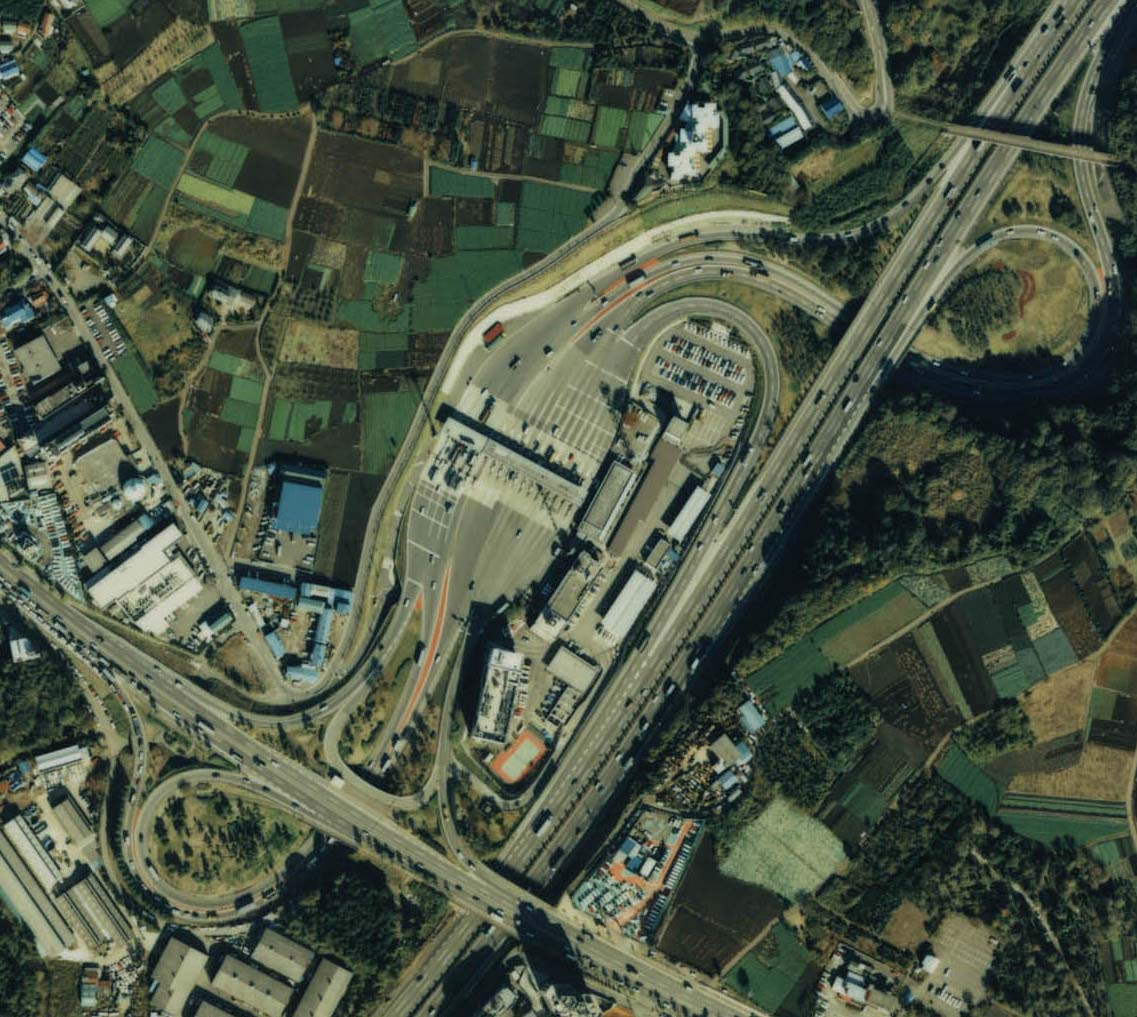
国道16号相模原方面（西側）からの入口と、同保土ヶ谷バイパス方面（東側）への出口のアプローチ線を結ぶ細い道路（第二跨道橋）に横浜バスストップは存在していた。

横浜バスストップ（よこはまバスストップ）は、かつて神奈川県横浜市緑区の東京都町田市との境界付近、東名高速道路横浜町田インターチェンジに併設されていた、東名ハイウェイバスのバス停である。「東名横浜」と表記されていた。

## 概要
国道16号相模原方面（西側）からの入口と、保土ヶ谷バイパス方面（東側）への出口のアプローチ線を結ぶ第二跨道橋上にバス停が設置されていた。
横浜インターチェンジ（現在の横浜町田インターチェンジ）の出口を一旦出てからバス停に寄り、再び高速に入るという構造のため、出口付近での渋滞に巻き込まれることが多かった。さらに横浜市域の外れにあって他交通機関とのアクセスも不便で、横浜市街地へのアクセスには全く役に立たなかったこともあり、バス停の利用客も極めて少なかった。この渋滞回避のため停車する便は元々少なく、また徐々に本数が減らされて末期は急行便数本のみの停車となり、横浜青葉インターチェンジ開通から1年後の1999年に廃止された。
廃止後はハイウェイバス専用の車道にフェンスが張られ、歩行者が立ち入りできなくなっている。なお、現地には長らく開業当初からの標識類（画像参照）が残されていたが、2018年に撤去された（以降はNEXCO中日本が保管しており、イベント時の展示実績もある）。
東京都町田市にある東名横浜町田インター停留所が、一般道では至近の停留所となるが、本数は極めて少ない。また周辺は自動車販売店や工場、ラブホテルが立ち並ぶ地域である。なお、東名ハイウェイバスにおける横浜市街地へのアクセスは江田バスストップが担っている。

## 歴史
- 1969年（昭和44年）6月10日 : 開設
- 1999年（平成11年）1月31日 : 廃止

## 隣接のBS等
- 至近のBS・IC等（バスストップ設置当時）
江田BS - 横浜青葉IC - 港北PA - 横浜町田IC・横浜BS - 大和BS - 大和TN - 綾瀬BS - 海老名SA - 厚木IC

## バス停へのアクセス
以前は神奈川中央交通の「東名横浜町田インター（旧・東名横浜インター）」バス停が設けられ、南01系統（南町田グランベリーパーク駅〜東名横浜町田インター〜若葉台中央）が休日1往復のみ運行されていたが、2025年3月30日の運行終了により、同停留所も廃止された。かつては、鶴間駅東口から当停留所を経由して再び鶴間駅東口へ戻る「間05系統（神奈中担当）」も運行されていた。
国道16号上にあり、若葉台中央方面のバス停の真向いに当停留所が存在していた。なお、鉄道では東急田園都市線の南町田駅（現在の南町田グランベリーパーク駅）が最寄り（約1キロメートル）となる。